# Termessa shepherdi
Espèce
Termessa shepherdi est une espèce de lépidoptères (papillons) de la famille des Erebidae et de la sous-famille des Arctiinae.
Elle est endémique d'Australie, où on la trouve en Nouvelle-Galles du Sud, en Australie-Méridionale, en Tasmanie et au Victoria,.
L'imago a une envergure de 25 mm environ.